# Епархия Спиша
Епархия Спиша (лат. Dioecesis Scepusiensis) — епархия Римско-католической церкви c центром в городе Спишскa Капитулa, Словакия. Епархия Спиша входит в митрополию Кошице. Кафедральным храмом епархии Спиша является собор святого Мартина.

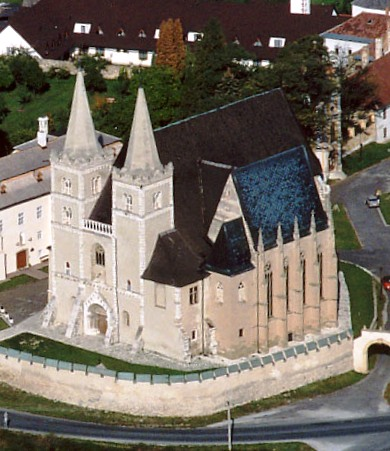
Собор святого Мартина

## История
13 марта 1776 года Святой Престол учредил епархию Спиша, выделив её из архиепархии Эстергома. В этот же день епархия Кошице вошла в митрополию Эстергома.
9 августа 1804 года епархия Спиша вошла в митрополию Эгера.
2 сентября 1937 года Римский папа Пий XI издал буллу Ad ecclesiastici, которой подчинил епархию Спиша непосредственно Святому Престолу.
30 декабря 1977 года епархия Спиша вошла в митрополию Трнавы.
31 марта 1995 года, после образования архиепархии Кошице, епархия вошла в митрополию Кошице.

## Ординарии епархии
- епископ Кароль Зальбек (13.03.1776 — 15.06.1785);
  - Sede vacante (1785—1788);
- епископ Ян Реваи (7.04.1788 — 9.01.1806);
- епископ Михаэль Леопольд Бригидо фон Маренфельс-унд-Брезовиц (23.03.1807 — 23.06.1816);
- епископ Йоганн Ладислаус Пиркер (1818 — 2.10.1820) — назначен патриархом Венеции;
  - Sede vacante (1820—1823)
- епископ Йозеф Белик (24.11.1823 — 5.03.1847);
- епископ Винцент Екельфалуси (июнь 1848—1849);
- епископ Ладислав Забойский (30.09.1850 — 11.09.1870);
- епископ Йожеф Шамашша (26.06.1871 — 25.07.1873) — назначен архиепископом Эгера;
- епископ Дьёрдь Часка (27.02.1874 — 27.10.1891) — назначен архиепископом Калочи;
- епископ Павол Смречаньи (1.12.1891 — 1903) — назначен епископом Орадя;
- епископ Александр Парви (6.04.1904 — 24.03.1919);
- епископ Ян Войташшак (13.11.1920 — 4.08.1965);
  - вакансия (1965 — 1989);
- епископ Франтишек Тондра (26.07.1989 — 4.08.2011);
- епископ Штефан Сечка (4.08.2011 — по настоящее время).

## Источник
- Annuario Pontificio, Libreria Editrice Vaticana, Città del Vaticano, 2003, ISBN 88-209-7422-3
- Булла Ad ecclesiastici, AAS 29 (1937), стр. 366  (лат.)